# Le Danseur inconnu
Pour plus de détails, voir Fiche technique et Distribution.
Le Danseur inconnu est un film muet français réalisé par René Barberis, sorti en 1929.

## Synopsis
Henri, jeune homme très sympathique, dont la famille a fait faillite, participe à un mariage auquel il n’est pas invité. Il y rencontre Berthe, une des amies de la mariée et c'est le coup de foudre.

## Fiche technique
- Titre : Le Danseur inconnu
- Réalisation : René Barberis
- Scénario : d'après la pièce de Tristan Bernard
- Photographie : Raoul Aubourdier
- Société de production : Société des cinéromans - Les Films de France
- Pays d'origine :  France
- Format : Noir et blanc — 35 mm — 1,33:1 — Muet
- Durée : 80 minutes
- Date de sortie : 
  - France : 29 novembre 1929

## Distribution
- André Roanne : Henri Calvel
- Janet Young : Berthe
- Véra Flory : Louise
- André Nicolle : Balthazar
- Maryanne : Mme Edmond
- Paul Ollivier : Gonthier
- Albert Broquin : Rémy, le garçon du magasin
- Jean Godard : Thiraudel
- Georges Herric : Herbert
- Labusquière : Gonzales
- Charles Frank : Berthier
- Major Heitner : Vieux monsieur